# 라멘 아카네코
라멘 아카네코(ラーメン赤猫, Red Cat Ramen)은 안갸만(Angyaman)이 쓰고 그린 일본 만화 시리즈이다. 2022년 3월 슈에이샤의 소년 점프+ 만화 웹사이트에서 독립 만화로 연재를 시작했다. 이후 2022년 10월 본격적인 시리즈가 되었다. E & H 프로덕션이 각색한 TV 애니메이션 시리즈가 2024년 7월 첫 방송될 예정이다.

## 줄거리
라멘 아카네코은 말하는 고양이들이 설립하고 운영하는 라멘 가게를 중심으로 운영된다. 무대 뒤에서 아르바이트를 하고 있는 인간 여성 야시로 타마코에 초점을 맞춘 이 시리즈는 그녀와 그녀의 동료 고양이 직원들(금융 및 비즈니스 전문가 사사키, 수석 요리사 분조, 고객 서비스 관리자, 그리고 라면을 만드는 호랑이 크리슈나)의 일상적인 장난에 초점을 맞춘다.

## 미디어

### 만화
안갸만이 집필하고 그림을 그린 라멘 아카네코는 원래 2021년 11월 26일부터 2022년 2월 20일까지 슈에이샤의 점프 루키 웹사이트에 연재되었다. 이후 2022년 3월 14일에 슈에이샤의 소년 점프 만화 웹사이트에 연재된 독립 만화로 연재를 시작했다. 이후 2022년 10월 2일에 정기 연재로 승격되었다. 2023년 12월 기준 6권으로 편찬되었다.
이 시리즈는 슈에이샤의 만화 플러스 앱을 통해 영어로 디지털 출판된다. 이 시리즈는 쿠로카와에서 프랑스에서도 출판되었다.

### 애니메이션
애니메이션 각색은 2023년 11월 27일에 발표되었다. 나중에 점프 페스타 2024에서 굿 스마일 컴퍼니와 E & H 프로덕션이 제작하고 시미즈 히사토시가 감독한 TV 시리즈로 확인되었으며, 쿠보 토루가 시리즈 대본을 감독하고 치바 미치노리가 감독했다.  2024년 7월 4일부터 TBS 및 계열사를 통해 첫 방송될 예정이다.